# 王鼎 (辽朝)
王鼎（11世纪？—1106年），字虚中，辽朝涿州（今河北省涿州市）人。
辽道宗清宁年间进士。学通经史，善作诗文，辽道宗时代的典章制度多出其手。王鼎刚正不阿、通达政务，辽道宗有事多有咨询。历任易州观察判官、涞水县令、翰林学士、知制诰、史馆修撰、观书殿学士。曾经出使高丽，《高丽史》记载了他的“言治道十事”。王鼎妻子乳母的女儿，是权臣耶律乙辛的宠婢，所以他写出了详细记录皇后萧观音被害的史书《焚椒录》。大康年间（1075年—1084年），因事获罪，被流放镇州。大安年间，王鼎被召还，官复原职。乾统六年（1106年），王鼎去世。